# Eek-A-Mouse
Eek-A-Mouse (nacido Ripton Joseph Hylton, 19 de noviembre de 1957) es un músico de reggae jamaicano. Es uno de los primeros artistas de estilo "singjay". 

## Biografía
Nacido en Kingston, Jamaica, Eek-A-Mouse comenzó su carrera musical cuando estaba en la universidad, lanzando dos singles de reggae  que fueron producidos por su tutor de matemáticas, el Sr. Dehaney. Estas primeras obras estaban influenciadas por la música de Pablo Moses. Adoptó el nombre artístico "Eek-A-Mouse" en 1979, tomó el nombre de un caballo de carreras en el que solía apostar. Comenzó a grabar para Joe Gibbsen 1979, teniendo un éxito inmediato con "Once a Virgin", que ahora tenía la influencia de Ranking Joe, y esto pronto fue seguido con "Wa-Do-Dem" y "Modeling Queen".
A finales de 1980, se vinculó con el productor Henry "Junjo" Lawes, con quien tuvo grandes éxitos en 1981 como "Virgin Girl" y un recut "Wa-Do-Dem". En 1981, fue la estrella del Festival Reggae Sunsplash , animando al público que aún lloraba la muerte del ícono del reggae Bob Marley. Su asociación con Lawes condujo a una serie de singles y álbumes exitosos, y en 1982 sus éxitos incluyeron "Wild Like a Tiger", "For Hire and Removal", "Do You Remember" y "Ganja Smuggling". El mismo año lanzó su segundo álbum, Wa Do Dem . El sencillo "Operation Eradication" mostró el lado serio de Hylton, la canción inspirada en el asesinato vigilante del amigo cercano y compañero DJ Errol Shorter.
En 1983 sacó Mouse and the Man, producido por Linval Thompson, y Mouseketeer de 1984 , nuevamente producido por Lawes. También apareció en varios de los álbumes de dancehall en vivo de la época.
En la segunda mitad de la década, su popularidad comenzó a disminuir ligeramente, y se dirigió a Estados Unidos con el álbum Assassinator en 1985. También viajó al Reino Unido para grabar The King and I el mismo año, el álbum dirigido también a la audiencia rock a la que había comenzado a apelar.
Su álbum de 1988 Eek-A-Nomics le comenzó a dar una proyección internacional, generando un éxito en discotecas con "The Freak". En 1991 volvió a la fama con U-Neek, que continuó con el estilo orientado al rock, incluyendo una versión de "D'yer Mak'er" de Led Zeppelin , y del cual se tomó el sencillo "You're The One I Need". Pasó por un período de relativa tranquilidad antes de regresar en 1996 con el álbum Black Cowboy.
También tiene una actuación en la película de gánsteres de 1991 New Jack City interpretando a un rastafari narcotraficante llamado Fat Smitty.
Eek-A-Mouse es un habitual en Sunsplash y a menudo se une con el dúo de reggae Michigan & Smiley.
Actuó en Jamaica por primera vez después de ocho años en agosto de 2015 en el Festival Marcus Garvey en Ocho Ríos.

## Discografía
- Bubble Up Yu Hip (1980)
- Wa-Do-Dem (1981)
- Skidip! (1982)
- The Mouse and the Man (1983)
- Assassinator (1983)

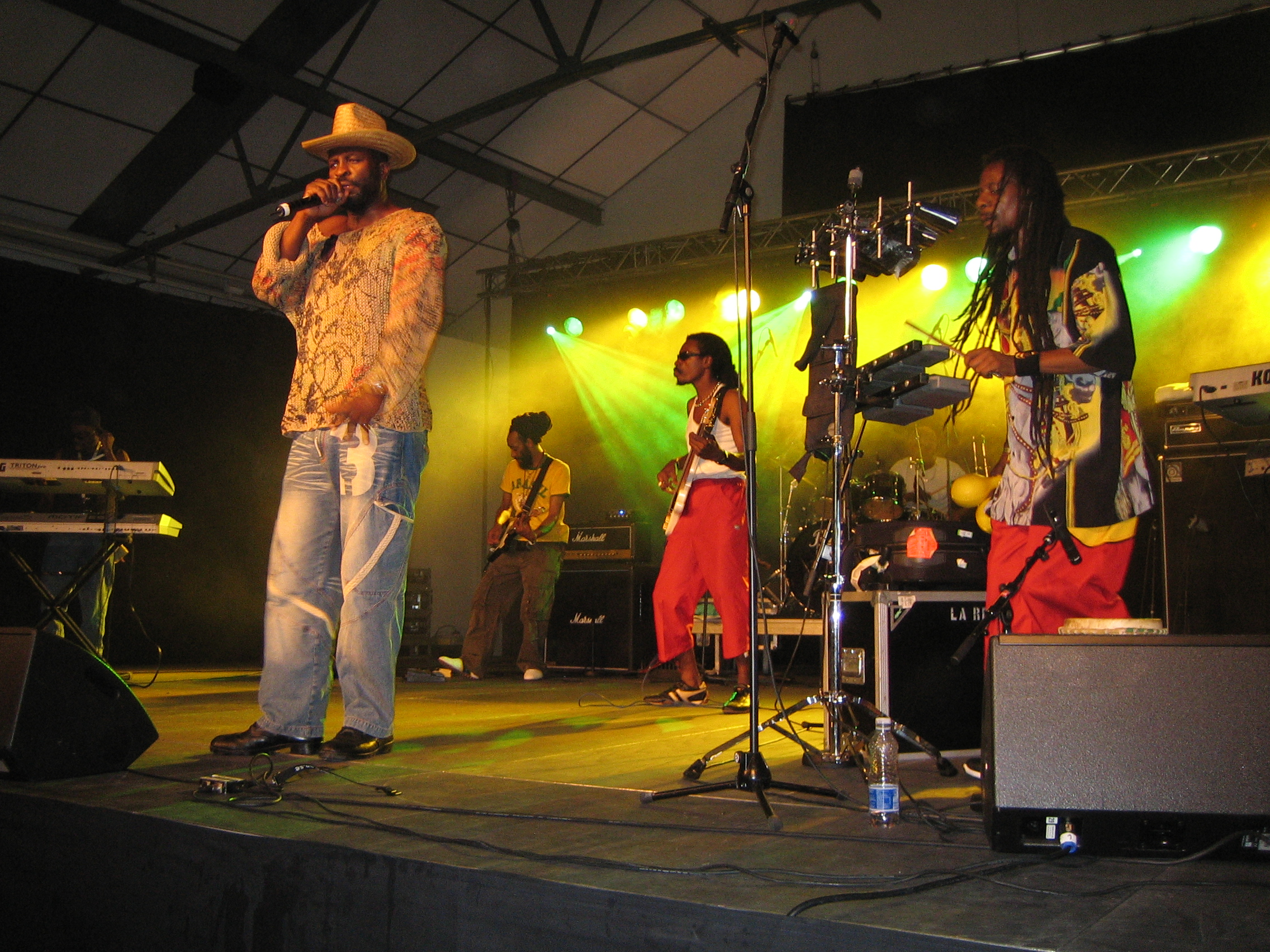
Eek-A-Mouse en un concierto en 2006

- Live At Reggae Sunsplash (1983), Sunsplash (con Michigan & Smiley)
- Mouseketeer (1984)
- The King and I (1985)
- Eek-A-Nomics (1988)
- U-Neek (1991)
- Black Cowboy (1996)
- Eeeksperience (2001)
- Mouse Gone Wild (2004)
- Eek-A-Speeka (2004)
- Live in San Francisco (2006)
- Eekziled (2011)
- Give it to them (2016)

Recopilatorios
- Mouse-A-Mania (1987)
- The Very Best Of (1987)
- Ras Portraits (1997)
- At His Best
- The Very Best Of Vol.2 (2003)
- Most Wanted (2009)
- Ganja Smuggling (2009)
- Reggae Anthology: Eek-Ology (2013)

- Datos: Q726804
- Multimedia: Eek-A-Mouse / Q726804